# HD 105382
HD 105382，又名CD-49 6813，SAO 239687、HR 4618，是一颗恒星，视星等为4.47，位于銀經295.94，銀緯11.62，其B1900.0坐标为赤經12h 2m 54.3s，赤緯-50° 11.62′ 15″。